# Triglyf
Triglyf (af gr., tri = tre, glyf = sten) er en del af den doriske frise i græsk arkitektur. Triglyfen består af en fremstikkende firkantet blok med tre lodrette riller, og sammen med metopen veksler de og udgør tilsammen frisen på entablementet over søjlerne.
Man mener, at triglyffen er en repræsentation i sten af bjælkeender fra de gamle tømrede templer, som er beskrevet af Vitruvius og andre klassiske- og renæssanceforfattere. Græsk arkitektur (og senere romersk arkitektur) beholdt dette træk, sammen med andre karakteristiske træk fra ældre træarkitektur, som en æresbevisning til arkitekturens oprindelse og dens rolle i menneskets historie. Den mest berømte doriske frise med triglyffer og metoper findes på Parthenontemplet i Athen, hvor motivet på metoperne viser kampen mellem kentaurer og lapither. 
På renæssancens bygninger og interiører er friseudsmykningen også ofte anvendt.